# Ray (film)
Ray to nagrodzony dwoma Oscarami film biograficzny, opowiadający historię życia legendarnego muzyka, Raya Charlesa. Był produkcją niezależną, wyreżyserowaną przez Taylora Hackforda. Jamie Foxx zagrał główną rolę, która przyniosła mu nagrodę Akademii Filmowej dla najlepszego aktora pierwszoplanowego.
Ray Charles urodził się w Georgii. Gdy miał siedem lat stracił wzrok. Dopiero przy pianinie odkrył swój dar i powołanie. Grając uciekał do swojego własnego świata. Z czasem artysta zaczął cieszyć się coraz lepszą reputacją, a muzyka, którą tworzył, umiejętnie mieszając gospel, country, jazz z dźwiękami orkiestry, pozwoliła zdobyć mu międzynarodową sławę. Film dokładnie ukazuje życie muzyka oraz długą drogę jaką przebył zanim osiągnął sukces.

## Produkcja
Produkcja filmu została sfinansowana głównie przez biznesmena Philipa Anschutza, którego Forbes umieścił na trzydziestym pierwszym miejscu listy najzamożniejszych mieszkańców Stanów Zjednoczonych, i jego towarzystwo Bristol Bay Productions. Taylor Hackford na bonusie dołączonym do wydania DVD filmu, powiedział, że stworzenie filmu Ray zajęło mu piętnaście lat, jednak później, na soundtracku filmu, wytłumaczył, iż okres ten był tak długi, gdyż musiał odpowiednio zabezpieczyć finanse potrzebne do produkcji obrazu.
Ray Charles nie doczekał się premiery filmu, gdyż zmarł, zapoznał się jednak wcześniej za pomocą alfabetu Braille’a z dwiema scenami obrazu.
Ray zadebiutował na dużym ekranie w 2004 roku podczas Festiwalu Filmowego w Toronto.

## Odbiór

### Box office
Ray miał swoją premierę w amerykańskich kinach 24 października 2004 roku. Film osiągnął niespodziewanie duży sukces, zdobywając szczyt box office. W sumie obraz zarobił ok. 100 milionów dolarów w samych Stanach Zjednoczonych oraz 75 milionów dolarów w pozostałych krajach, co razem dało około 175 milionów dolarów wpływów, przy budżecie około 40 milionów dolarów.

### Oceny krytyków
Film spotkał się w większości z pozytywnymi ocenami krytyków. Pozytywne opinie nie ominęły także odtwórcy tytułowej roli, Jamie Foxxa, któremu występ w obrazie przyniósł Oscara. Ray otrzymał jednak również krytyczne oceny. Twórcom zarzucano, że pełne energii występy Raya Charlesa nie wypadły w filmie najlepiej z powodu przeciętnego scenariusza. W sumie, na 191 recenzji, 82% oceniło obraz pozytywnie.

### Nagrody
- Nagrody Akademii Filmowej:
  - Najlepszy aktor (Jamie Foxx)
  - Najlepszy dźwięk (Scott Millan, Greg Orloff, Bob Beemer i Steve Cantamessa)
- American Cinema Editors: Najlepszy film – Komedia lub Musical (Paul Hirsch)
- BAFTA Awards:
  - Najlepszy aktor (Jamie Foxx)
  - Najlepszy dźwięk (Scott Millan, Greg Orloff, Bob Beemer i Steve Cantamessa)
- Black Reel Awards: Najlepszy film – Dramat, Najlepszy aktor – Dramat (Jamie Foxx), Najlepsza aktorka drugoplanowa (Sharon Warren), Najlepszy występ (Sharon Warren), Najlepszy scenariusz (James L. White), Najlepszy oryginalny dźwięk (Ray Charles i Stephen Altman)
- Boston Society of Film Critics: Najlepszy aktor (Jamie Foxx), Najlepsza drugoplanowa aktorka (Sharon Warren)
- Broadcast Film Critics Association: Najlepszy aktor (Jamie Foxx), Najlepsza ścieżka dźwiękowa
- Florida Film Critics Circle: Najlepszy aktor (Jamie Foxx)
- Złote Globy:
  - Najlepszy aktor – Komedia lub Musical (Jamie Foxx)
- Nagrody Grammy:
  - Najlepsza kompilacyjna ścieżka dźwiękowa (Ray Charles)
  - Najlepsza ścieżka dźwiękowa (Craig Armstrong)
- Image Awards: Najlepszy film, Najlepszy aktor (Jamie Foxx), Najlepsza aktorka (Kerry Washington), Najlepsza aktorka drugoplanowa (Regina King)
- Kansas City Film Critics Circle: Najlepszy aktor (Jamie Foxx)
- Las Vegas Film Critics Society: Najlepszy aktor (Jamie Foxx)
- London Film Critics Circle: Aktor roku (Jamie Foxx)
- Motion Picture Sound Editors: Najlepszy dźwięk (Curt Sobel)
- National Board of Review: Najlepszy aktor (Jamie Foxx)
- National Society of Film Critics: Najlepszy aktor (Jamie Foxx)
- Online Film Critics Society: Najlepszy aktor (Jamie Foxx), Najlepsza aktorka drugoplanowa (Sharon Warren)
- Phoenix Film Critics Society: Najlepszy aktor (Jamie Foxx), Najlepsze użycie wcześniej opublikowanej lub nagranej ścieżki muzycznej
- PRISM Awards: Najlepszy występ w filmie (Jamie Foxx)
- Satellite Awards: Najlepszy aktor filmowy – Komedia lub musical (Jamie Foxx), Najlepsza aktorka drugoplanowa – Komedia lub musical (Regina King), Najlepszy scenariusz (James L. White)
- Screen Actors Guild: Najlepszy występ pierwszoplanowego aktora (Jamie Foxx)
- Seattle Film Critics: Najlepszy aktor (Jamie Foxx)
- Southeastern Film Critics Association: Najlepszy aktor (Jamie Foxx)
- Vancouver Film Critics Circle: Najlepszy aktor (Jamie Foxx)

### Nominacje
- Nagrody Akademii Filmowej:
  - Najlepszy film (Taylor Hackford, Stuart Benjamin, Howard Baldwin)
  - Najlepsza reżyseria (Taylor Hackford)
  - Najlepszy montaż (Paul Hirsch)
  - Najlepsze kostiumy (Sharen Davis)
- American Society of Cinematographers: Wybitne osiągnięcia kinematograficzne (Paweł Edelman)
- BAFTA Awards:
  - Najlepszy secnariusz (James L. White)
  - Anthony Asquith Award dla muzyki filmowej (Craig Armstrong)
- Black Reel Awards: Najlepsza aktorka – Dramat (Regina King), Najlepsza aktorka – Dramat (Kerry Washington), Najlepszy aktor drugoplanowy (Clifton Powell), Najlepszy występ (C.J. Sanders)
- Broadcast Film Critics Association: Najlepszy obraz, Najlepsza reżyseria (Taylor Hackford)
- Casting Society of America: Najlepszy casting – Dramat (Nancy Klopper i Mark Fincannon)
- Cinema Audio Society: Wybitne osiągnięcia dźwiękowe (Steve Cantamessa, Scott Millan, Greg Orloff i Bob Beemer)
- Costume Designers Guild: Kostiumy (Sharen Davis)
- David di Donatello Awards (Włochy): Najlepszy zagraniczny film
- Directors Guild of America: Wybitne osiągnięcia reżyserskie (Taylor Hackford)
- Złote Globy:
  - Najlepszy obraz – Komedia lub Musical
- Golden Trailer Awards: Najlepszy dramat
- Image Awards: Najlepszy drugoplanowy aktor (Clifton Powell), Najlepszy drugoplanowy aktor (C.J. Sanders), Najlepsza drugoplanowa aktorka (Sharon Warren)
- MTV Movie Awards: Najlepszy film, Najlepszy aktor (Jamie Foxx)
- Motion Picture Sound Editors: Najlepszy montaż dźwiękowy – Dialogue & ADR
- Online Film Critics Society: Najlepszy aktor (Jamie Foxx), Najlepsza drugoplanowa aktorka (Sharon Warren)
- Satellite Awards: najlepszy obraz – Komedia lub Musical, Najlepsza aktorka – Komedia lub Musical (Kerry Washington), Najlepsza drugoplanowa aktorka – Komedia lub Musical (Sharon Warren), Najlepsza reżyseria (Taylor Hackfor)
- Screen Actors Guild: Najlepsza obsada (Aunjanue Ellis, Jamie Foxx, Terrence Howard, Regina King, Harry J. Lennix, Clifton Powell, Larenz Tate, Kerry Washington)
- Teen Choice Awards: Najlepszy aktor – Dramat (Jamie Foxx), Najlepsza aktorka – Dramat (Kerry Washington)
- Young Artist Awards: Najlepszy występ – drugoplanowy młody aktor (C.J. Sanders)

## Obsada
- Jamie Foxx jako Ray Charles
- Sharon Warren jako Aretha Robinson
- Kerry Washington jako Della Bea Robinson
- Regina King jako Margie Hendricks
- Larenz Tate jako Quincy Jones
- Harry Lennix jako Joe Adams
- Clifton Powell jako Jeff Brown
- Curtis Armstrong jako Ahmet Ertegün
- Richard Schiff jako Jerry Wexler
- Patrick Bauchau jako dr Hacker
- Terrence Dashon Howard jako Gossie McKee
- Chris Thomas King jako Lowell Fulson
- Wendell Pierce jako Wilbur Brassfield
- Bokeem Woodbine jako David „Fathead” Newman
- Aunjanue Ellis jako Mary Ann Fisher
- C. J. Sanders jako Ray Robinson
- Denise Dowse jako Marlene Andres
- Warwick Davis jako Oberon
- David Krumholtz jako Milt Shaw

## Piosenki użyte w filmie
- „Baby, Let Me Hold Your Hand”
- „Mess Around”
- „I Got a Woman”
- „Hallelujah, I Love Her So”
- „Drown in My Own Tears”
- „Mary Ann”
- „Leave My Woman Alone”
- „Night Time Is the Right Time”
- „I Believe To My Soul”
- „What’d I Say”
- „Georgia on My Mind”
- „Hit the Road Jack”
- „Unchain My Heart”
- „You Don't Know Me”
- „I Can't Stop Loving You”
- „Bye Bye Love”
- „Born to Lose”
- „Hard Times (No One Knows Better Than I)”
- „Bacon Deserves More Attention”
- „King of the Night Time World”
- „Everytime I Have the Blues”